# Daniel Smith
Daniel Smith est un peintre américain résidant à Bozeman, dans l'État du Montana. Il s'est spécialisé dans la représentation réaliste de scènes de la vie sauvage, dont le Parc national de Yellowstone non loin duquel il habite.

## Sources
(en) Todd Wilkinson, Daniel Smith: Taking Wildlife Realism To The Next Level